# Lago Dal

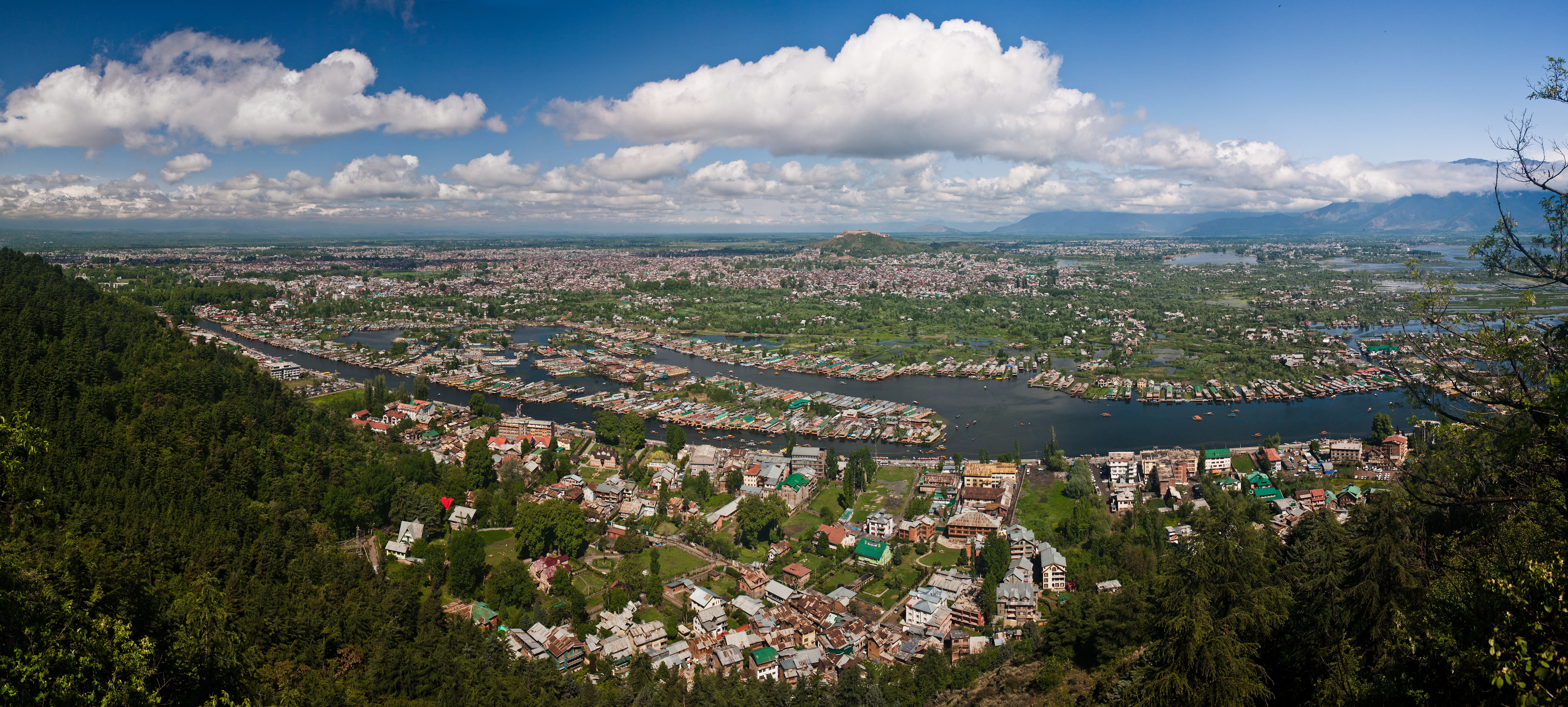
Vista del lago Dal y la ciudad de Srinagar desde la colina Shankaracharya.

El lago Dal se encuentra en la población de Srinagar, la capital veraniega de la región de Jammu y Cachemira, administrada por India desde 2019. Es un lago urbano, el segundo lago más grande de Jammu y Cachemira, y el lugar más visitado de Srinagar por turistas y lugareños. Es parte integral del turismo y la recreación en el valle de Cachemira y se conoce con diversos nombres, como "Lago de las flores", "Joya de la corona de Cachemira" o "Joya de Srinagar". El lago también es una fuente importante para la pesca y la recolección de plantas acuáticas.
La orilla del lago, que tiene una longitud de unos 15,5 km, está rodeada por un bulevar bordeado de jardines, parques, casas flotantes y hoteles de la era mogol. Se pueden contemplar vistas panorámicas del lago desde los jardines mogoles de la orilla, como el de Shalimar Bagh y el de Nishat Bagh, construidos durante el reinado del emperador mogol Jahangir, y desde las casas flotantes que navegan a lo largo del lago en los coloridos botes de madera llamados shikaras. Durante la temporada de invierno, la temperatura a veces puede llegar a descender hasta -11 oC, congelando el lago.
El lago cubre un área de 18 km² y forma parte de un humedal natural que cubre 21,1 km², incluyendo los jardines flotantes. Los jardines flotantes, conocidos como "Rad" en Cachemira, se llenan de flores de loto durante julio y agosto. El humedal está dividido por terraplenes en cuatro cuencas; Gagribal, Lokut Dal, Bod Dal y Nigeen (aunque Nigeen también se considera un lago independiente). Lokut Dal y Bod Dal tienen cada uno una isla en el centro, conocidas como Rupa Lank (o Char Chinari) y Sona Lank respectivamente.
En la actualidad, los jardines de Dal y Mughal están siendo sometidos a medidas de restauración intensivas en su periferia para abordar los graves problemas de eutrofización que experimenta el lago. Inversiones masivas de aproximadamente US $ 275 millones ( ₹ 11 mil millones) están siendo realizadas por el Gobierno de la India para devolver el lago a su esplendor original.

## Historia
Dal es mencionado como Mahasarit (sánscrito: महासरित्) en textos sánscritos antiguos. Los registros de la historia antigua mencionan que un pueblo llamado Isabar, al este de Dal, era la residencia de la diosa Durga .[cita requerida] Este lugar era conocido como Sureshwari en la orilla del lago, que fue abastecido por un manantial llamado Satadhara.[cita requerida]
Durante el período mogol, los gobernantes mogoles de la India designaron Cachemira, Srinagar en particular, como su lugar de veraneo. Construyeron los palacetes de Dal en Srinagar con extensos jardines y pabellones de tipo mogol como centros de placer para disfrutar del saludable clima fresco. Después de la muerte de Aurangzeb en 1707, que condujo a la desintegración del Imperio mogol, aumentaron las tribus pashtunes en el área alrededor del lago y la ciudad, y el Imperio afgano Durrani gobernó la ciudad durante varias décadas. En 1814, el maharaja Ranjit Singh anexó a su reino una parte significativa del valle de Cachemira, incluido Srinagar, arrebatándoselo a los afganos, y los sijs aumentaron su influencia en la región durante 27 años.

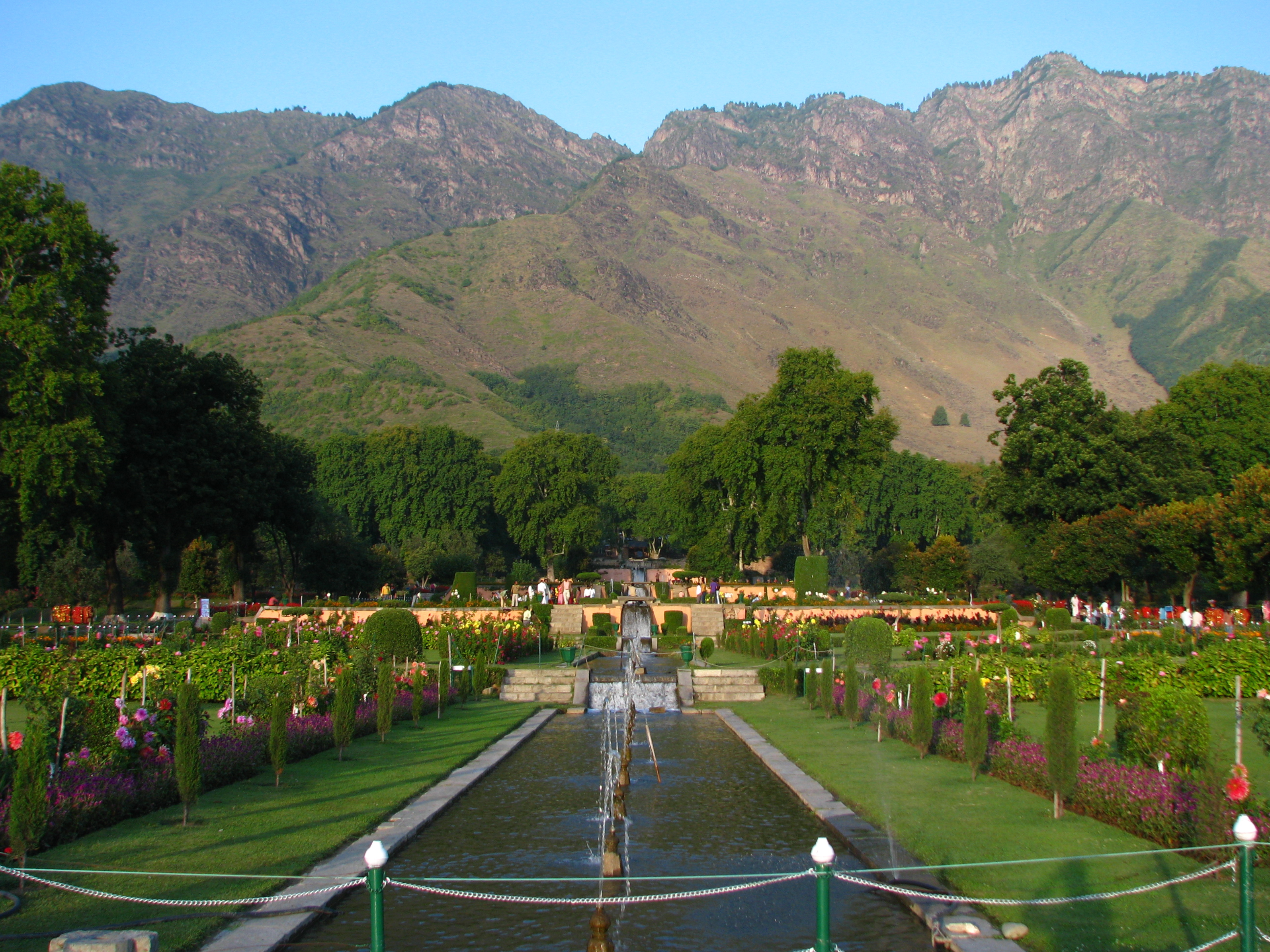
Jardines mogoles de Nishat Bagh.

Durante la dinastía Dogra, Srinagar se convirtió en la capital del territorio de Dogra, atraída por el clima fresco del valle de Cachemira, con el telón de fondo de las majestuosas cordilleras nevadas del Himalaya. Los recintos del lago experimentan temperaturas en el rango de 1 a 11 oC durante el invierno y de 12 a 30 oC durante la temporada de verano. El lago se congela cuando las temperaturas bajan a aproximadamente -11 oC durante un invierno severo. Aunque el maharajá dogras de Cachemira restringió la construcción de casas en el valle, los británicos eludieron esta regla al encargar la construcción de lujosas casas flotantes en el Dal. Se ha hecho referencia a las casas flotantes como "cada una es un pedacito de Inglaterra flotando en el Dal".
Después de la independencia de la India, el pueblo cachemir hanji ha construido, poseído y mantenido estas casas flotantes, cultivando jardines flotantes y produciendo productos para el mercado, convirtiéndolos en su medio de vida. Las casas flotantes, estrechamente asociadas con el lago Dal, también brindan alojamiento en Srinagar. Con los gobiernos de los mogoles, los afganos, los sijs y los dogra, el lugar se ha ganado el epíteto de "Joya de la corona de Cachemira".

## Propiedades físicas

### Topografía

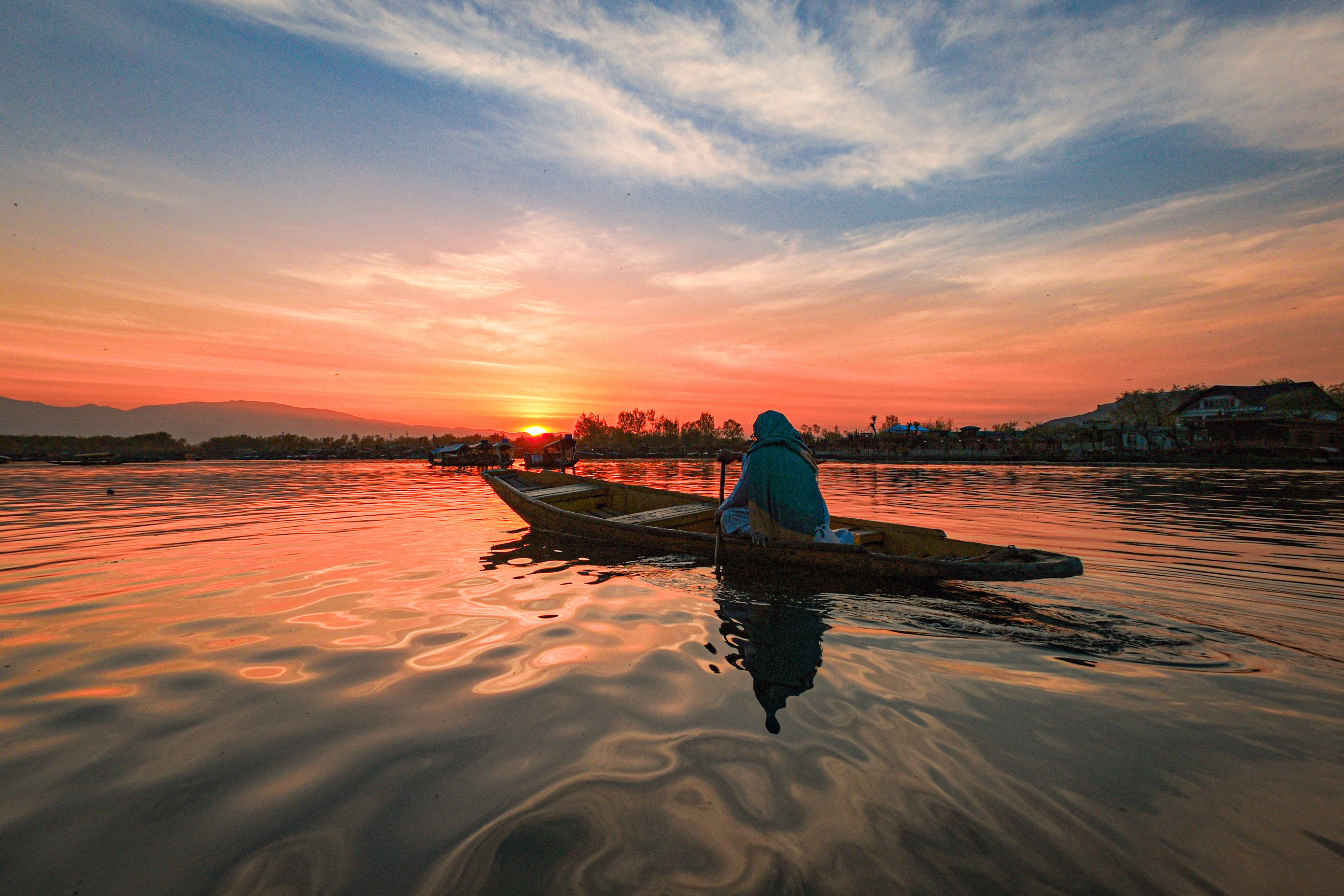
Ocaso en el lago

El lago está ubicado dentro de un área de captación que cubre 316 km2 en el valle de la montaña Zabarwan, en las estribaciones de la colina Shankaracharya, que la rodea por tres lados. El lago, que se encuentra al este y al norte de la ciudad de Srinagar, cubre un área de 18 km², aunque incluyendo los jardines flotantes de flores de loto, son de 22 a 24 km². La cuenca principal que drena el lago es un complejo de cinco cuencas interconectadas con pedraplenes; la cuenca del Parque Nehru, la cuenca de Nishat, la cuenca de Hazratbal, la cuenca de Nigeen y la cuenca de Barari Nambal. Los canales de navegación proporcionan los enlaces de transporte a las cinco cuencas.
La elevación media del lago es de 1583 m. La profundidad del agua varía de 6 m en su punto más profundo en el lago Nigeen a 2,5 m, la menos profunda en Gagribal. La profundidad entre las estaciones varía muy poco. La longitud del lago es de 7,44 km, con una anchura de 3,5 km.  El lago tiene un perímetro de 15,5 km y las carreteras recorren toda la periferia. Los cambios irreversibles provocados por los desarrollos urbanos han impuesto nuevas restricciones al flujo del lago y, como resultado, han surgido tierras pantanosas en las zonas periféricas, especialmente en las zonas al pie de las colinas de Shankaracharya y Zaharbwan. Desde entonces, estas tierras pantanosas han sido recuperadas y convertidas en grandes complejos residenciales.

### Geología
Se han formulado múltiples teorías que explican el origen de este lago. Una versión es que se trata de los restos de un lago posglacial, que ha sufrido cambios drásticos de tamaño a lo largo de los años y la otra teoría es que es de origen fluvial a partir de un antiguo canal de desagüe de crecidas o brazos muertos del río Jhelum. El patrón de la red de drenaje de la cuenca significa que sus estratos rocosos tienen bajos niveles de porosidad. Litológicamente, se ha discernido una variedad de tipos de rocas, a saber, ígneas, metamórficas y sedimentarias. Se conjetura que el sistema Dachigam Telbal Nallah sigue dos alineamientos principales. Las superficies discontinuas que se ven en el terreno se atribuyen al patrón de drenaje angular y paralelo. El nivel freático corta las laderas de los cerros, lo que se evidencia por la aparición de numerosos manantiales en el valle. La actividad sísmica en el valle se registra en la Zona V del Mapa de Zonificación Sísmica de India, la zona más severa donde se pueden esperar frecuentes terremotos dañinos de intensidad IX. En el año 2005, el valle de Cachemira experimentó uno de los terremotos severos medido en 7.6 en la escala de Richter, que resultó en muertes y la destrucción de muchas propiedades, dejando a muchas personas sin hogar.

### Hidrología

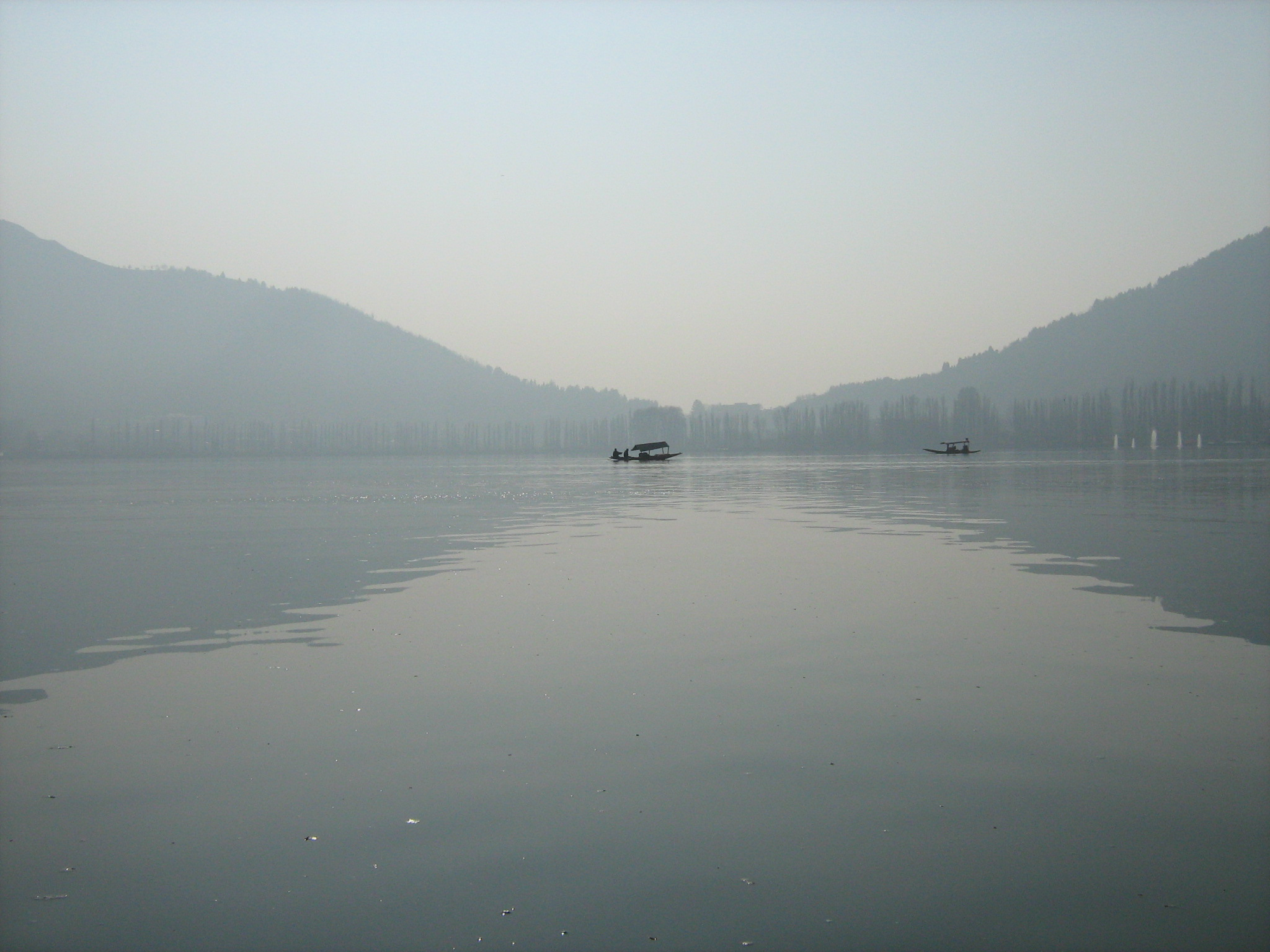
Lago Dal

Este lago poco profundo con un canal de drenaje es alimentado por el río Dachigam-Telbal Nallah (con flujo perenne), Dara Nallah ("Nallah" significa "arroyo") y muchos otros arroyos pequeños. El lago está clasificado como monomíctico cálido en la categoría de lago subtropical. Los manantiales también contribuyen al flujo, aunque no hay datos específicos disponibles para cuantificar su contribución. Para solucionar esto, se han realizado estudios de balance hídrico para analizar y evaluar las características del caudal con el fin de aproximar el caudal que aportan los manantiales en el lecho del lago. El complejo patrón de uso de la tierra del valle se refleja en el Srinagar urbanizado en el norte, con campos de arroz, huertos y jardines en las laderas más bajas y colinas áridas más allá de las colinas empinadas. La topografía plana también afecta las condiciones de drenaje. Recibe una precipitación media anual de 655 milímetros (25,8 plg) en la cuenca, pero durante el verano, el derretimiento de la nieve de los rangos más altos de la cuenca da como resultado grandes afluencias al lago. La descarga máxima de inundación de Telbal Nallah se ha evaluado en 141,5 m³ para un período de retorno de uno cada cien años; la inundación observada en 1973 en Telbal Nallah se estimó en 113 metros 3/s. El caudal medio anual, según mediciones de desagüe, se ha estimado en 291,9 millones de metros cúbicos, correspondiendo a Telbal Nalah el 80% del total y el 20% aportado por otras fuentes. La carga de limo se ha estimado en 80.000 toneladas por año con una contribución del 70% del Telabal Nallah, con 36.000 toneladas registradas como sedimentadas en el lago.
Hay dos salidas del lago, a saber, Dalgate y Amir Khan Nallah que conectan con los lagos de Nigeen y el lago Anchar. Dalgate está controlado por un sistema de vertedero y esclusa. El vertido de estos dos emisarios se ha estimado en 275,6 millones de metros cúbicos.

## Flora y Fauna

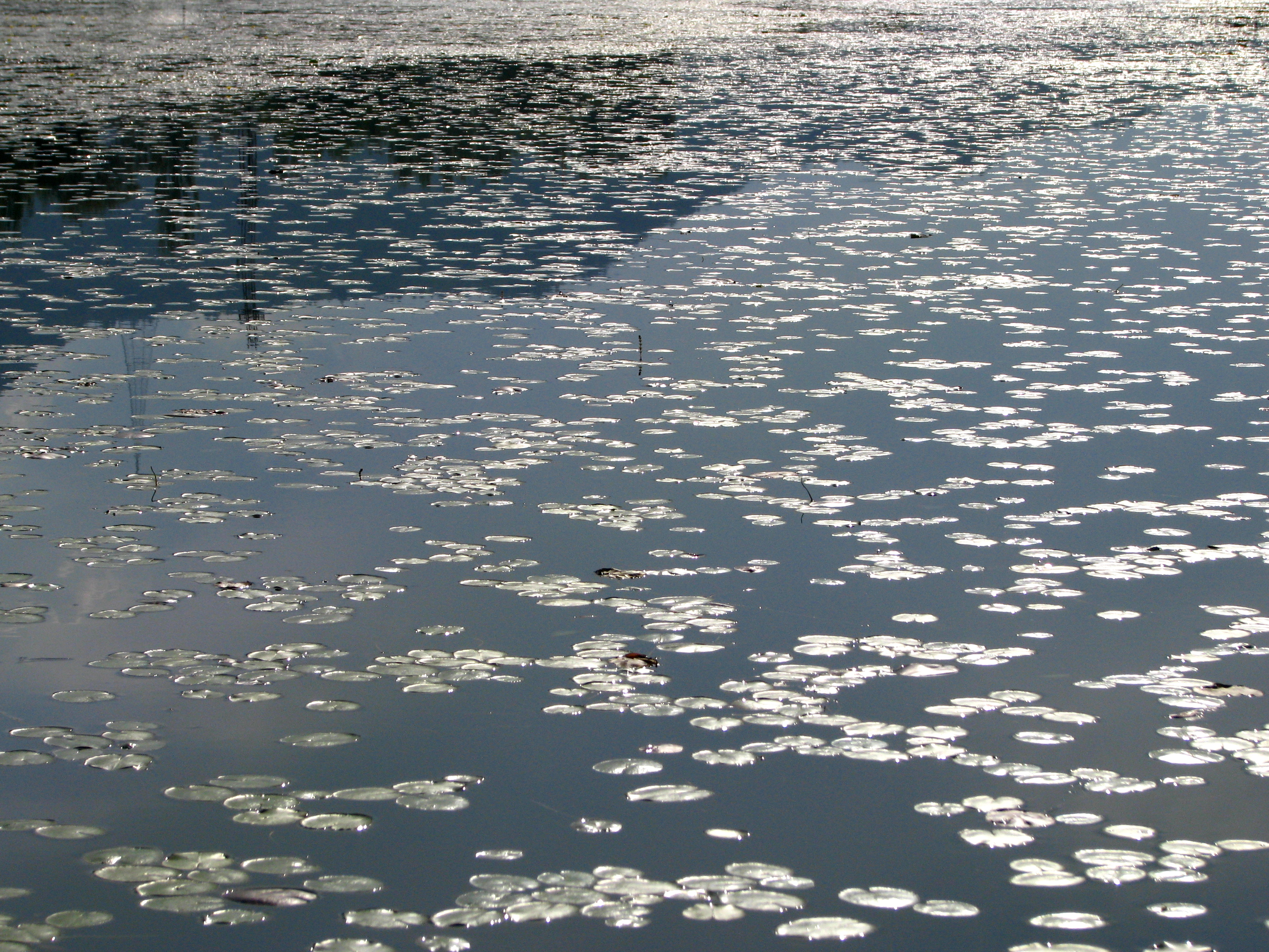
Nenúfares

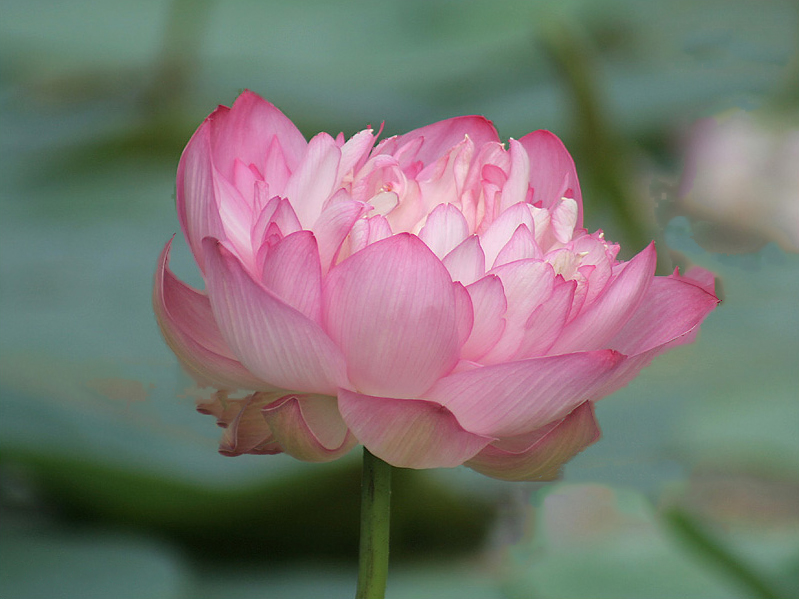
Loto sagrado (Nelumbo nucifera)

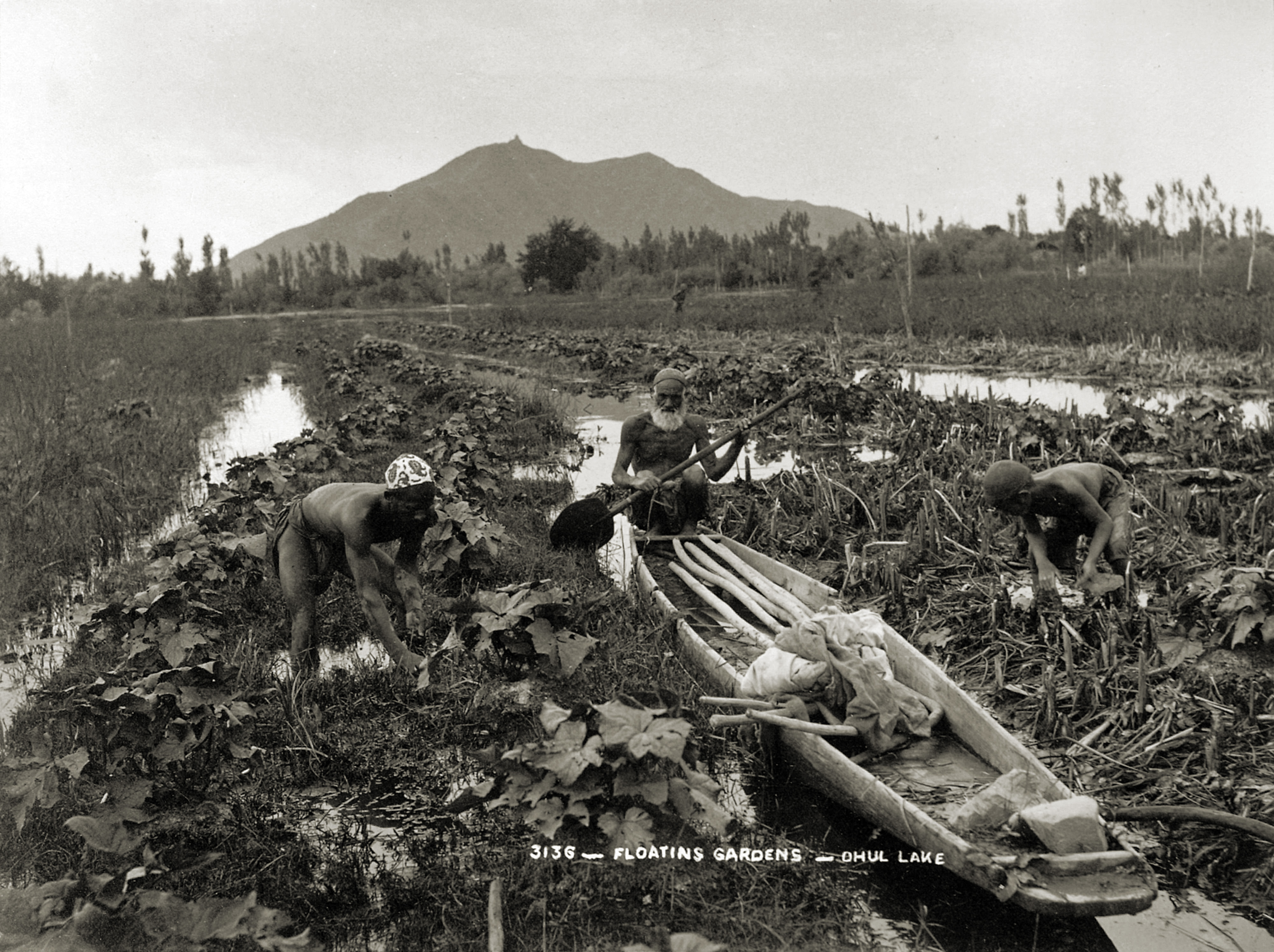
Jardines flotantes

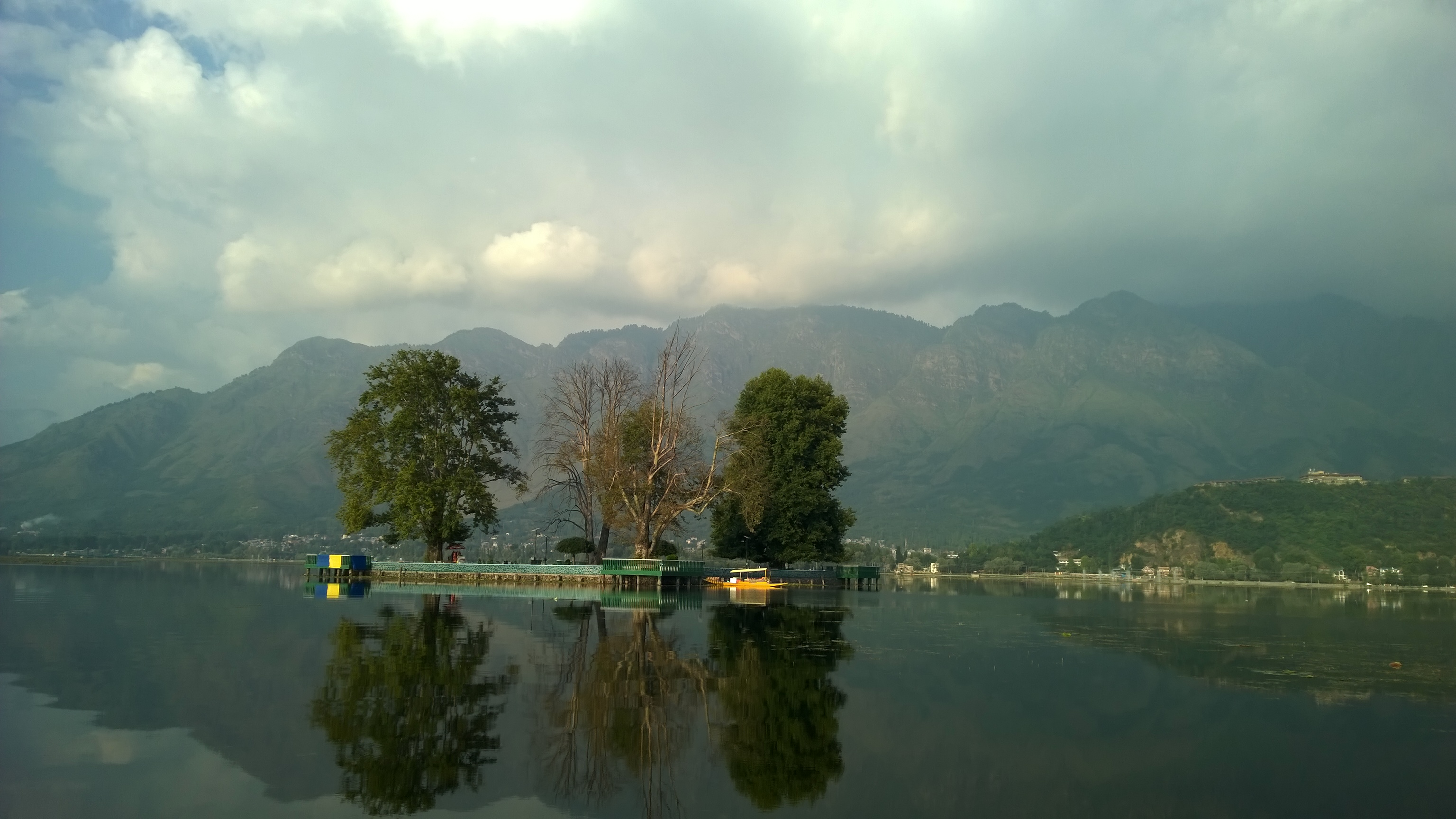
Isla de Char Chinar

El ecosistema del Dal es ecológicamente rico en macrófitos, macrófitos sumergidos, macrófitos flotantes y fitoplancton. La flora macrófita registrada en el ambiente acuático y palustre del lago consta de 117 especies, pertenecientes a 69 géneros y 42 familias. El lago se destaca en particular por sus Nelumbo nucifera (flores de loto) que florecen en julio y agosto. Se ha reportado el prolífico crecimiento de Ceratophyllum demersum en las zonas eutróficas, citando a Myriophyllum spicatum y Potamogeton lucens como especies dominantes. Otros macrófitos observados en diferentes zonas del lago incluyen Typha angustata, Phragmites australis, Myriophyllum, Sparganium erectum y Myriophyllum verticillatum, que contribuyen a la producción de macrófitos. La variedad con raíces del tipo de hoja flotante consiste en Nelumbo nucifera, Nymphaea alba, Nymphaea tetragona, Nymphaea candida, Nymphoides peltata, Salvinia natans, Hydrocharis dubia, Nymphaea sp. y Potamogeton natans, todos los cuales ocupan el 29,2% del lago. Los fitoplancton incluyen las diatomeas Navicula radiosa, Nitzschia accicularis, Fragilaria crotonensis, Diatoma elongatum, Scenedesmus bijugatus, las alga Pediastrum duplex, Tetraedron minimum, Microcystis aeruginosa y Merismopedia elegans.

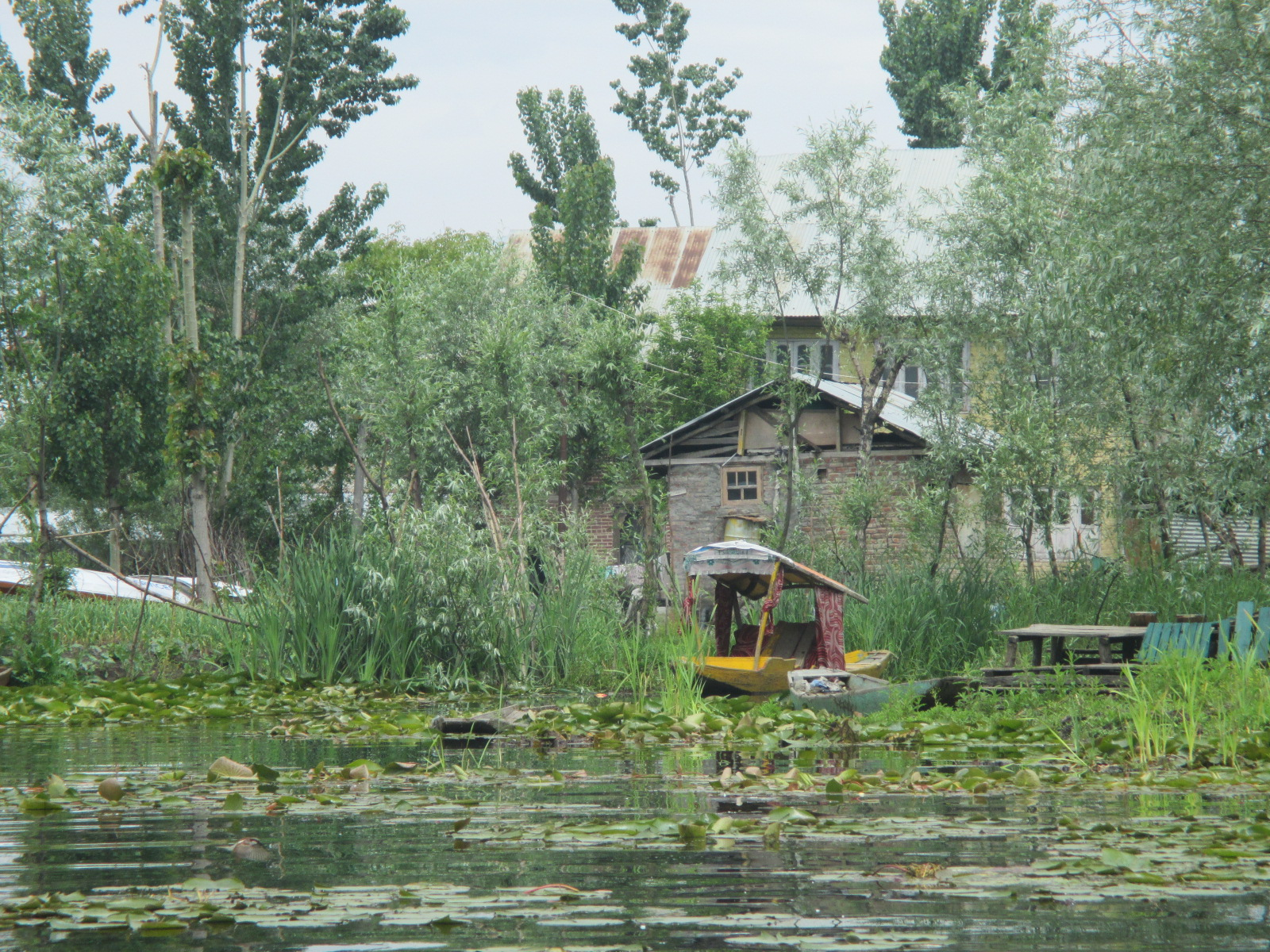
Entorno verde en el lago Dal

Desde 1934, se han observado algunos cambios importantes en la biota del lago, incluida una reducción en el número de especies del alga Chara y un aumento en el área cubierta por Salvinia desde 1937. El análisis del lago también ha revelado la tendencia a desarrollar comunidades monoespecíficas de macrófitas sumergidas como Ceratophyllum y Myriophyllum.
La vegetación leñosa en la cuenca del lago consiste en Melia, Ailanthus, Robinia, Daphne, Celtis, Rose, Ephedra, Pinus roxburghii, Pinus halepensis, Pinus gerardiana, Cupressus torulosa y Cupressus arizonica . El valle también tiene un rico cultivo de cultivos como arroz, trigo y forraje.
Los jardines flotantes, etiquetados como rad en el idioma típico de Cachemira, son una característica especial del lago. Básicamente se componen de vegetación apelmazada y tierra, pero son flotantes. Estos se separan del fondo del lago y se llevan a un lugar adecuado (generalmente al noroeste de la ubicación de las casas flotantes) y se anclan. Dadas sus ricas propiedades nutritivas, se cultivan tomates, pepinos y melones con resultados notables.
La distribución faunística consiste en zooplancton, bentos y peces. El zooplancton encontrado en el lago incluye Keratella cochlearis, K. serrulata, Polyactis vulgaris, Brachionus plicatilis, Monostyla bulla, Alona monocantha, Cyclops ladakanus y Mesocyclops leuckarti. Los bentos incluyen Chironomus sp. y Tubificidae sp. y los peces incluyen Cyprinus carpio specularis (económicamente importante), Cyprinus carpio communis, Schizopyge niger, Schizopyge esocinus, Schizopyge curvifrons y Crossocheilus latius. También se informa que Cyprinus, introducido a principios de los años sesenta, es dominante y que la especie autóctona Schizothorax muestra una tendencia a la baja.
Recursos pesqueros
La industria pesquera en Dal es la segunda industria más grande de la región y es fundamental para el sustento de muchas de las personas que residen en la periferia del lago. Las pesquerías comerciales de Dal dependen particularmente de las especies de carpa, que se introdujeron en el lago en 1957. Como resultado, la carpa constituye el 70% de todos los peces capturados en el lago, mientras que el Schizothorax constituye el 20% y otras especies representan el 10%. Los pescadores utilizan una atarraya de fabricación local que consta de seis partes con un diámetro de 6 metros. Se opera desde un barco de pesca de madera hecho de cedro, típicamente de 6 x 1,5 m de tamaño. La disminución gradual de la calidad del agua del lago debido a la contaminación ha resultado en una disminución de las poblaciones de peces y la extinción de variedades endémicas de peces. Se han identificado las causas de dicho deterioro y se han iniciado acciones correctivas. Las diversas redes de pesca que se utilizan en Dal son atarraya (zaal/duph), palangre (walruz), red de enmalle (pachi, shaitan zaal), caña y línea (bislai) y red de cuchara (attha zaal) (Bhat et al., 2008)
El lago es monomíctico cálido (mezcla el agua una vez al año) y el valor de pH registrado ha variado desde un mínimo de 7,2 hasta un máximo de 8,8 en la superficie durante un período anual. El valor de oxígeno disuelto [mg l −1 ] ha variado desde un mínimo de 1,4 hasta un máximo de 12,3 en la superficie en un año. La concentración máxima registrada de nitrógeno (NH 4 -N [micro l −1 ] se ha registrado como 1315 en la superficie y 22 en el fondo del lago. La concentración de fósforo expresada en P-Total [micro l −1 ] ha variado desde un máximo de 577 a un mínimo de 35 durante los 12 meses del año. La temperatura del agua del lago ha variado de un mínimo de 3 oC en enero al 26 oC en junio en la superficie. La transparencia, expresada en metros de profundidad, ha variado desde un máximo de 1,95 m en julio a un mínimo de 0,53 m en marzo, durante el período de 12 meses.
Los estudios de la calidad del agua del lago en 1983–84 indican una disminución de la calidad desde el análisis de 1965–66. La investigación científica a lo largo de los años también revela que Telbal, Botkal y los desagües de aguas residuales son responsables de una entrada sustancial de nitrógeno y fósforo en el lago. Cuantitativamente, quince drenajes y varias otras fuentes han liberado un total de 156,62 toneladas (56,36 toneladas solo por drenaje) de fósforo y 241,18 toneladas de nitrógeno inorgánico en el lago de una descarga de 11,701 millones de metros cúbicos /año. Las fuentes no puntuales, como la filtración y la escorrentía difusa, también se suman a esta contaminación y se ha registrado que agregan 4,5 toneladas de fosfatos totales y 18,14 toneladas de nitrógeno (NO 3 -N y NH 4 -N) al lago. Con base en los valores mencionados anteriormente, se ha inferido que la calidad del agua del lago se ha deteriorado.

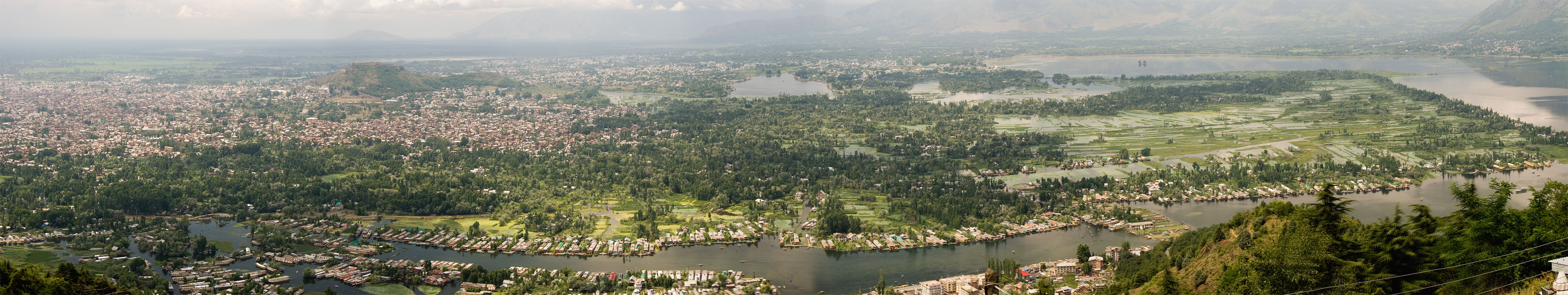
Vista panorámica del Dal

El principal problema ambiental que enfrenta el lago es la eutrofización, que ha requerido medidas correctivas inmediatas para combatirlo. De manera alarmante, el tamaño del lago se ha reducido de su área original de 22 km2 al área actual de 18 km², y existe una tasa preocupante de deposición de sedimentos debido a la degradación del área de captación. La calidad del agua también se ha deteriorado debido a la intensa contaminación causada por las aguas residuales sin tratar y los desechos sólidos que se vierten en el lago desde las áreas periféricas y desde los asentamientos y casas flotantes. Además, algunos expertos como el Dr. AA Kazmi (Profesor Asociado, IIT Roorkee y a cargo del Laboratorio de Ingeniería Ambiental) creen que la deforestación en la cuenca de captación de los arroyos Dal y Telbal puede haber provocado más escorrentías ricas en nitrógeno y fósforo, ayudando a la eutrofización. Las invasiones de los canales de agua y la consiguiente obstrucción han disminuido la circulación y las entradas al lago, por lo que con la acumulación de fosfatos y nitrógeno, esto ha provocado un crecimiento extenso de malezas y consecuencias en la biodiversidad del lago.

## Usos y atracciones

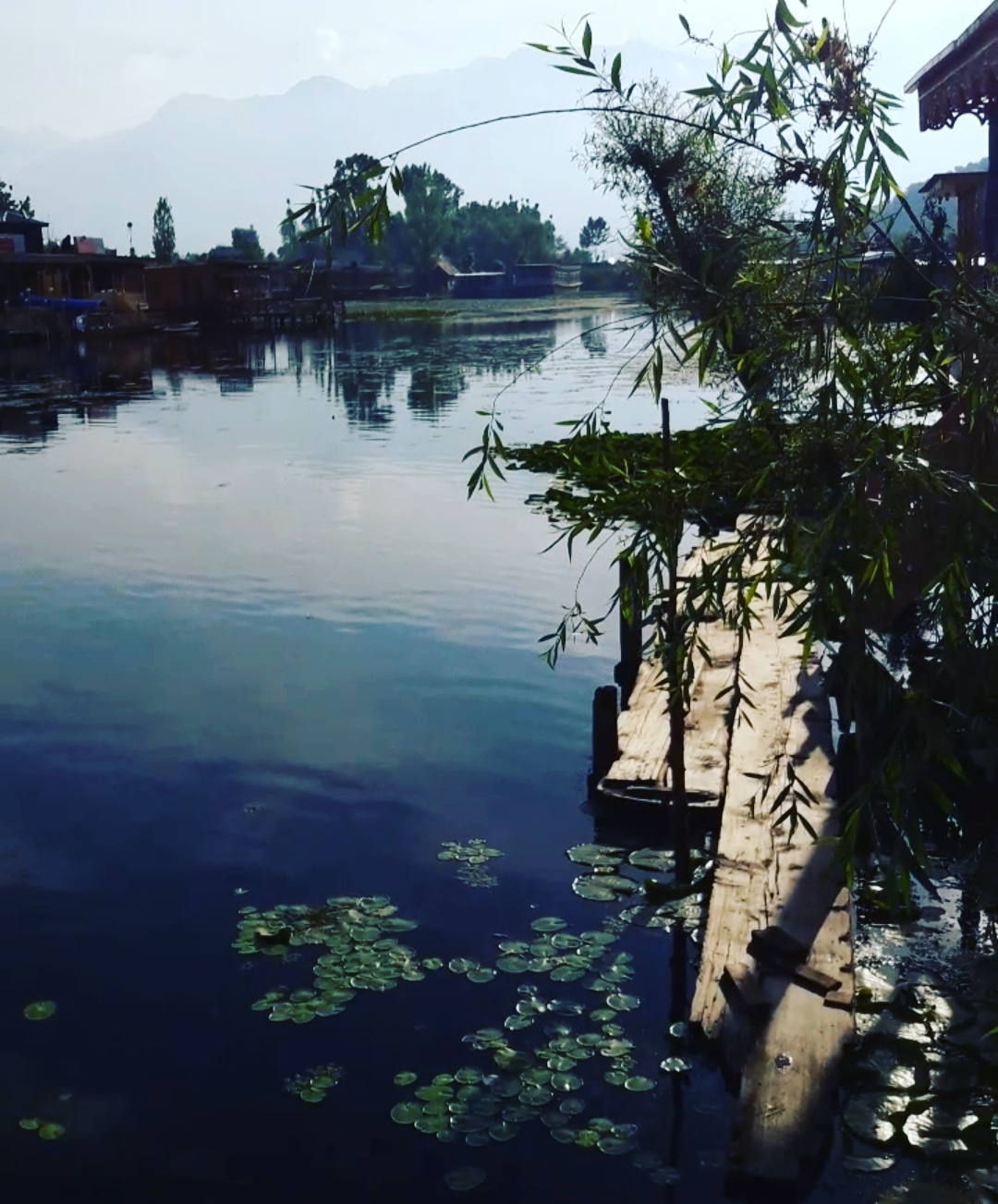
Dal Lago en 2017

El lago es popular como atracción para visitantes y lugar de veraneo. La pesca y la recolección de plantas alimenticias y forrajeras también son importantes en Dal. Las malas hierbas del lago se extraen y se convierten en abono para los jardines. También sirve como pulmón de inundación del río Jhelum. La natación, el canotaje, el esquí en la nieve (particularmente cuando el lago se congela durante el invierno) y el piragüismo se encuentran entre algunos de los deportes acuáticos que se practican en el lago.
El lago tiene numerosos sitios y lugares de interés, muchos de los cuales son importantes para el patrimonio cultural de Srinagar. Además de Shalimar Bagh y Nishat Bagh, algunos de los otros lugares frecuentados por los turistas son el templo de Shankaracharya, el Hari Parbat, el lago Nigeen, los jardines de Chashme Shahi, el santuario de Hazratbal y el cementerio Mazar-e-Shura,que contiene las tumbas de poetas famosos de la era mogol. Tanto los visitantes como los nativos también disfrutan relajándose en el agua en una casa flotante o en un bote shikara, a menudo llamado "la góndola de Cachemira".

### Isla de Char Chinar
Un hito famoso en Srinagar es una isla en el lago donde se encuentran cuatro árboles chinar (Platanus orientalis), llamados " Char Chinar". Char en hindi y urdu significa cuatro.

### Lago Nigeen

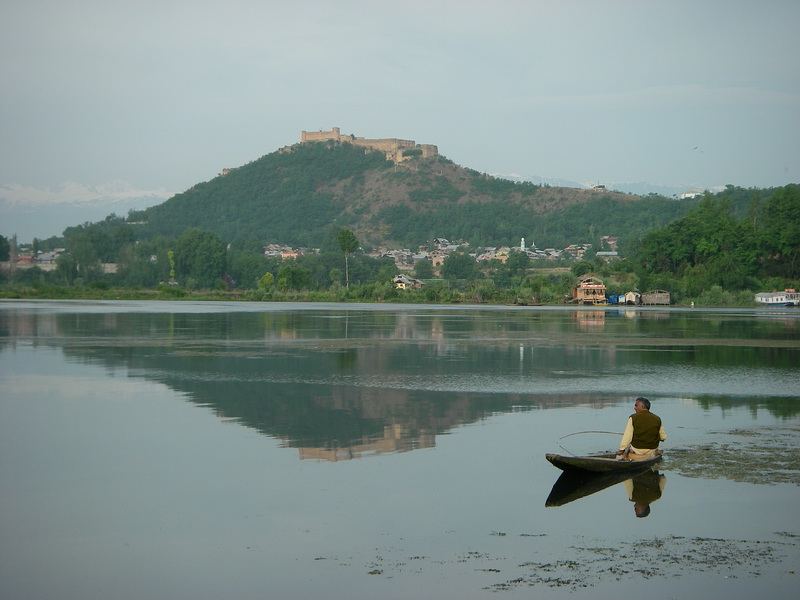
Lago Nigeen o Nagin, una parte del Dal, con el fuerte de Hari Parbat al fondo.

El lago Nigeen, aunque a veces se conoce como un lago separado, en realidad es parte del lago Dal, y está conectado a través de un pedraplén que permite que solo ciclistas y peatones ingresen a los recintos del lago. El pedraplén lleva la tubería de suministro de agua a la ciudad de Srinagar, al este. El lago está delimitado por la colina de Shankaracharya (Takht-e-Suleiman) al sur y la de Hari Parbat al oeste y está ubicado al pie de las colinas  de Zabarwan. Sauces y álamos flanquean los bordes del lago.

### Chashme Shahi

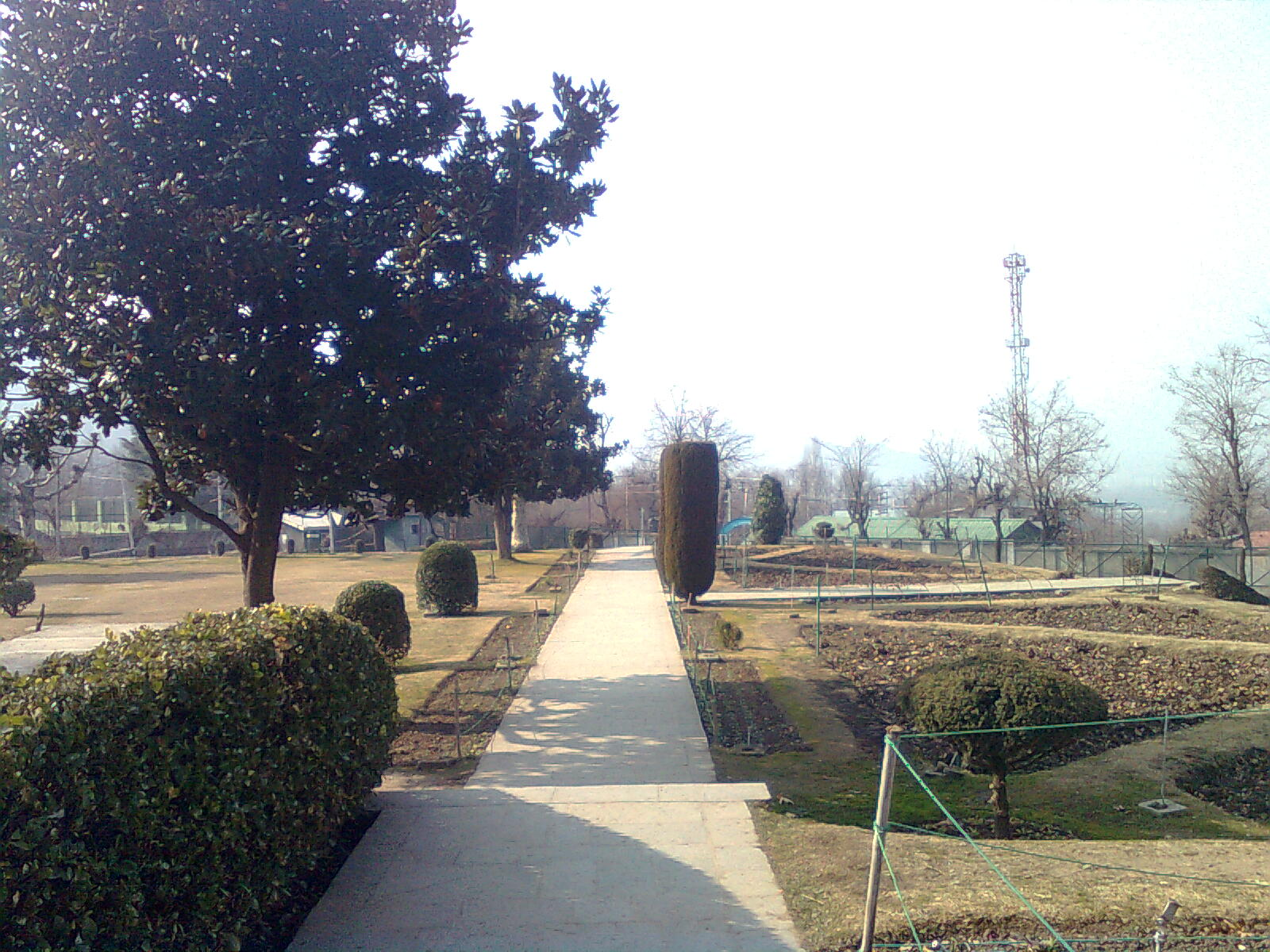
Jardín Cheshme Shahi Srinagr

El jardín y manantial de Chashme Shahi, que significa "Manantial Real", es conocido por sus propiedades medicinales. Su fuente está ubicada en el Parque Memorial Nehru. Es el más pequeño de todos los jardines de Mughal en Srinagar, mide 108 x 38 m y tiene tres terrazas, un acueducto, cascadas y fuentes. Ali Mardan Khan construyó el jardín en 1632 y está construido de tal manera que el agua del manantial da lugar a las demás fuentes. Desde estas, el agua fluye por el suelo del pabellón y cae en cascada a una terraza inferior sobre una caída de 5 m a lo largo de un conducto de piedra negra pulida. Un pequeño santuario, conocido como Chasma Sahibi, se encuentra en las cercanías de los jardines y tiene un manantial de agua dulce.

### Templo de Shankaracharya

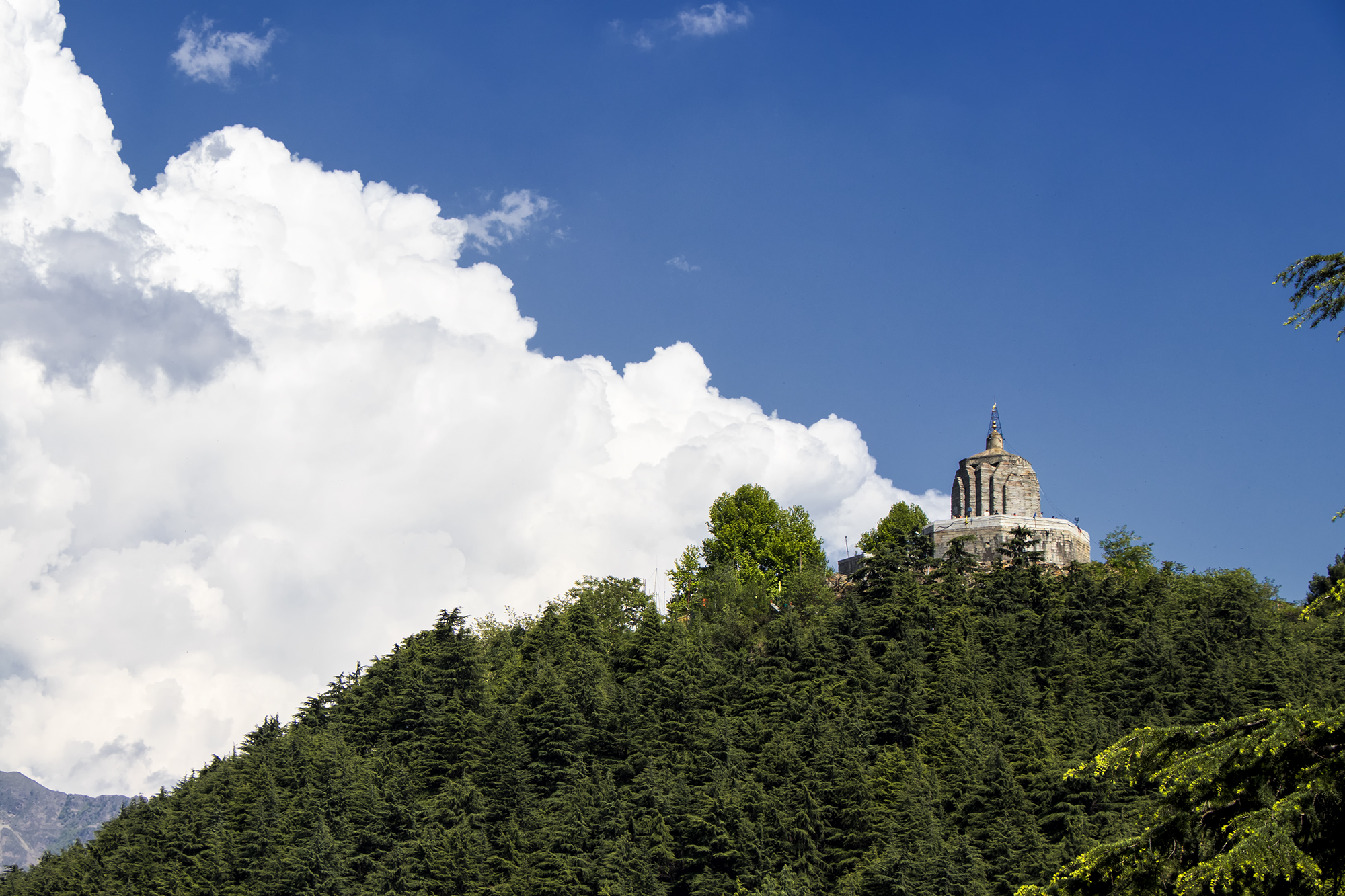
Templo de Shankaracharya desde el lago

El templo de Shankaracharya también se conoce como templo Jyeshteshwara. Se encuentra a 1852 m de altitu en la cima de la colina de Shankaracharya, al sudoeste de los montes Zabarwan, una pequeña cordillera de 32 km de longitud que culmina a 4000 m, en Srinagar, territorio de Jammu y Cachemira, India. El templo está dedicado a Shiva. Se encuentra a una altura de 300 m sobre el valle y domina la ciudad de Srinagar.
El templo data del 220 a. C., aunque la estructura actual probablemente data del siglo IX d. C. Fue visitado por Adi Shankara y desde entonces ha estado asociado con él; así es como el templo recibió el nombre de Shankaracharya. También es considerado como sagrado por los budistas. Algunos historiadores informan que el templo era en realidad un templo budista durante la era budista, que luego Adi Shankaracharya transformó en un lugar de culto hindú.

### Hari Parbat

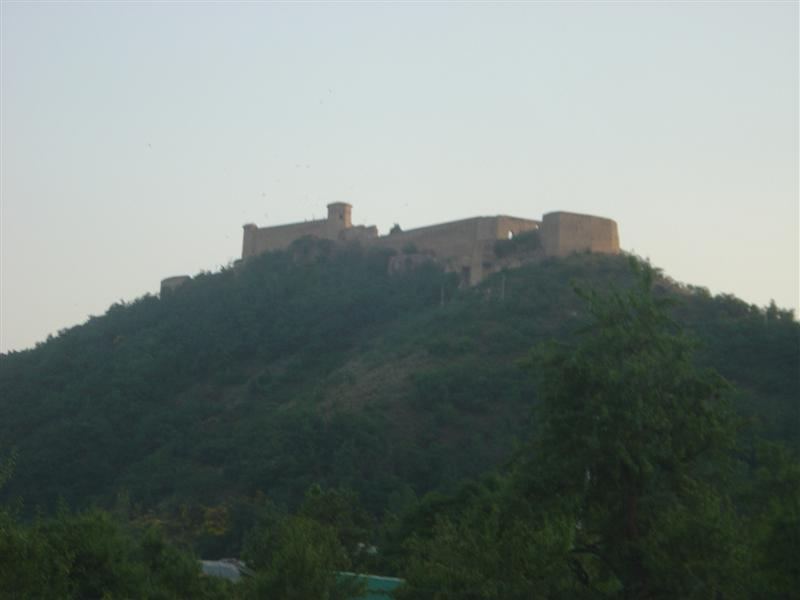
Vista del templo-fuerte de Hari Parbat desde el jardín de Badam Weer

Hari Parbat, también conocido como fuerte de Mughal, es un cerro fortificado en la colina de Sharika, que proporciona vistas panorámicas del Srinagar y el lago Dal. Fue establecido por el emperador mogol Akbar en 1590. Este sólo levantó la pared exterior del fuerte y sus planes para construir una capital nueva llamada Naga Nagor en su interior no se materializaron. El fuerte en su estado actual fue construido mucho más tarde en 1808 bajo el reinado de Shuja Shah Durrani. Dentro del recinto del fuerte hay santuarios musulmanes y un gurdwara sij. El cerro es el tema  de muchas leyendas en la mitología hindú, se dice que una vez fue un amplio mar, habitado por un demonio conocido como Jalobhava, y que el cerro creció de un guijarro.

### Santuario de Hazratbal

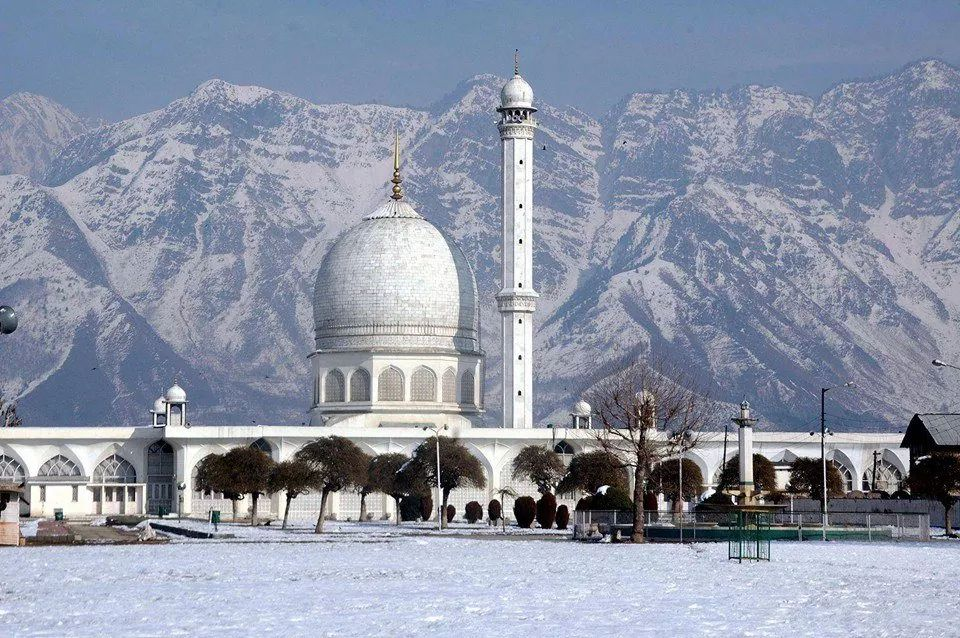
Santuario de Hazrat Bal.

El santuario de Hazratbal (en urdu: حضرت بل‎ , literalmente: Lugar majestuoso), también llamado Hazratbal, Assar-e-Sharief, o simplemente Dargah Sharif, es un santuario musulmán situado en la orilla izquierda del Dal y se considera el santuario musulmán más sagrado de Cachemira. Contiene una reliquia que muchos musulmanes de Cachemira creen que es el Moi-e-Muqqadas, un cabello de la cabeza del profeta Mahoma. Según la leyenda, la reliquia fue traída por primera vez a la India por Syed Abdullah, un descendiente de Mahoma que salió de Medina y se estableció en Bijapur, cerca de Hyderabad, en 1635. Cuando murió Syed Abdullah, su hijo, Syed Hamid, heredó la reliquia. Tras la conquista mogol de la región, Syed Hamid fue despojado de las propiedades de su familia. Al verse incapaz de cuidar la reliquia, se la dio como el regalo más preciado a su cercano Mureed y a un rico hombre de negocios de Cachemira, Khwaja Nur-ud-Din Ishbari.

### Cementerio de Mazar-e-Shura

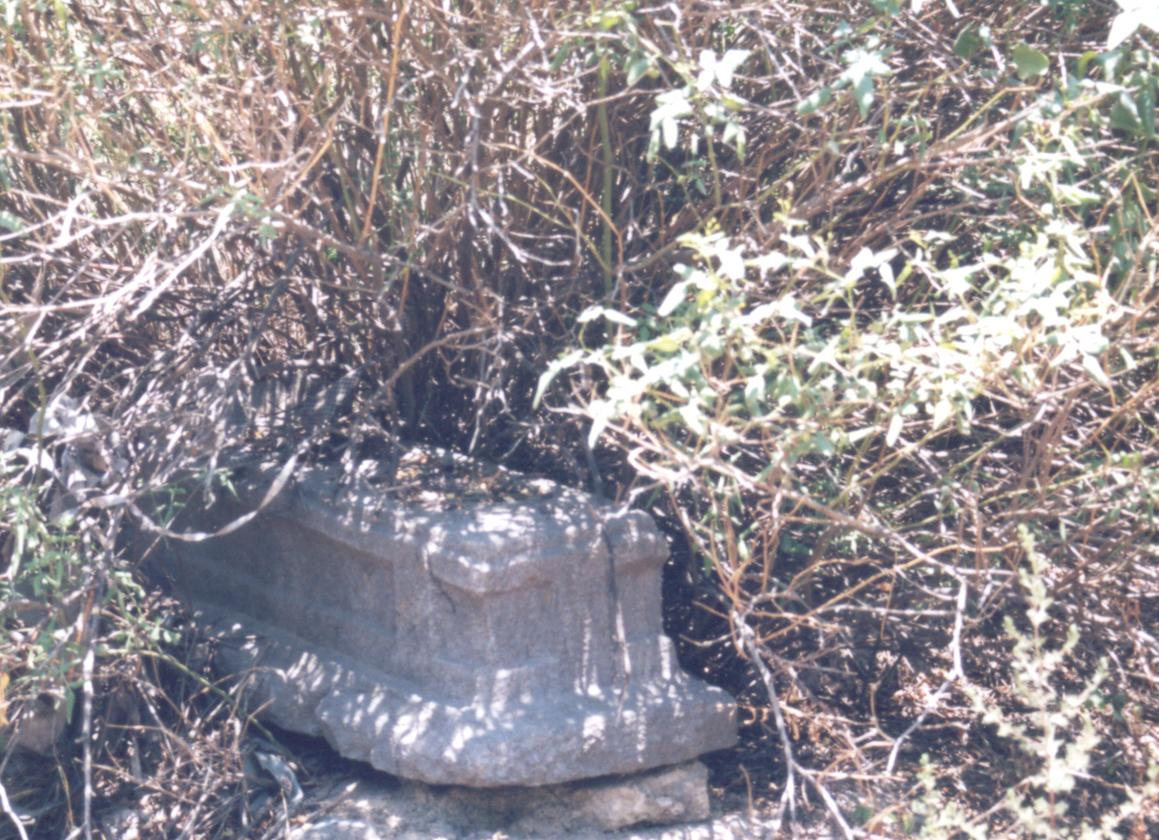
Cementerio de Mazar-e-Shura.

Mazar-e-Shura (transliteration: Mazār-i Shuʿārā, traducción: El cementerio de los poetas) es un cementerio en un cerro pequeño de la carretera principal en Dalgate, una zona de Srinagar. Fundado en el reinado del emperador mogol Akbar el Grande, se halla en una ubicación privilegiada a orillas del Dal como cementerio para poetas eminentes. Los registros históricos muestran que  había al menos cinco poetas y hombres de letras enterrados en el cementerio: Shah Abu'l-Fatah, Haji Jan Muhammad Qudsi, Abu Talib Kalim Kashani, Muhammad Quli Salim Tehrani, y Tughra-yi Mashhadi, todos lnativos de Irán que emigraron a la India y estaban relacionados con la justicia mogol. Debido a la negligencia, sólo tres tumbas son actualmente visibles, una de las cuales muestra una inscripción parcialmente legible.

### Casas flotantes y shikaras

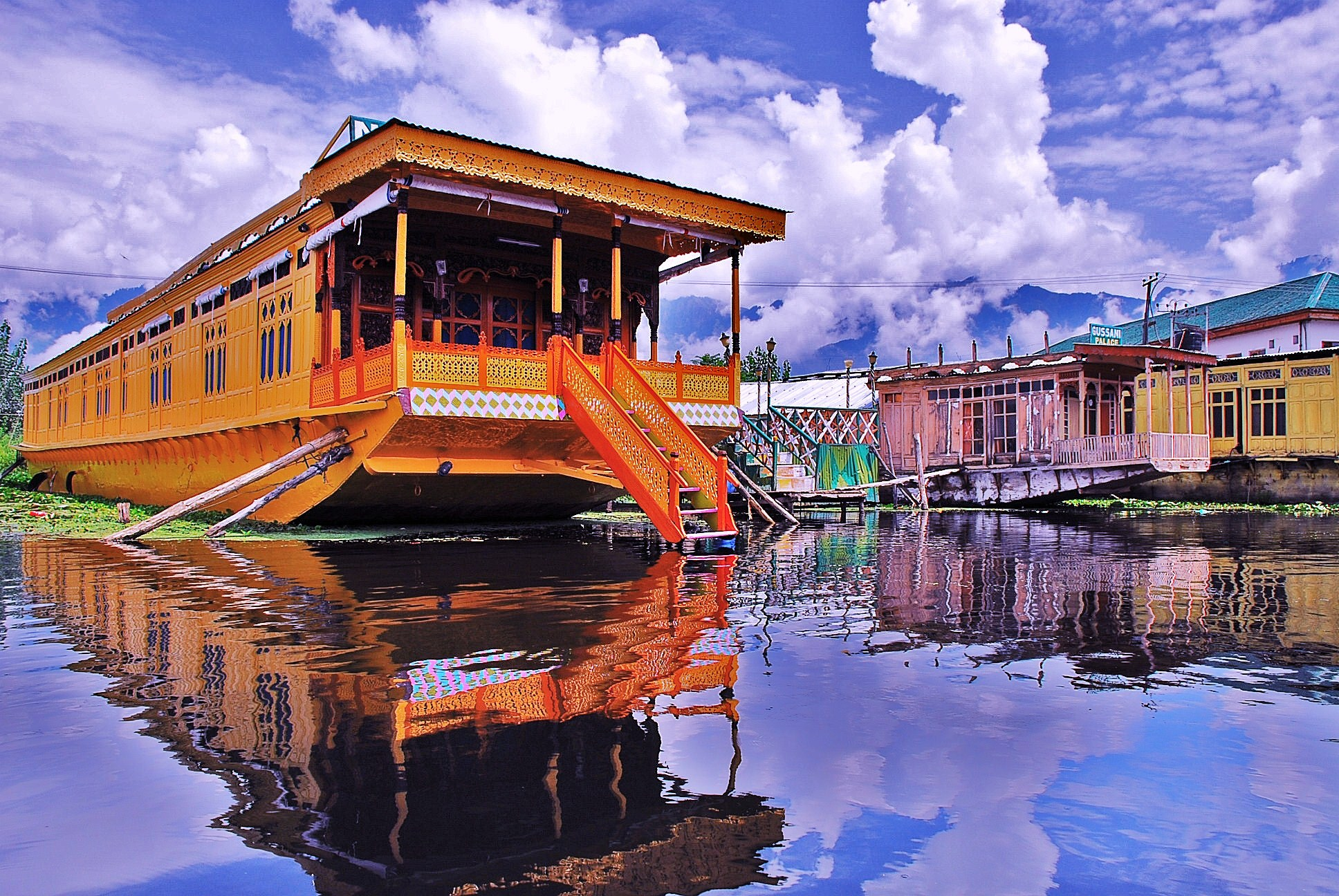
Casa flotante en Srinagar que sirve de hotel de lujo

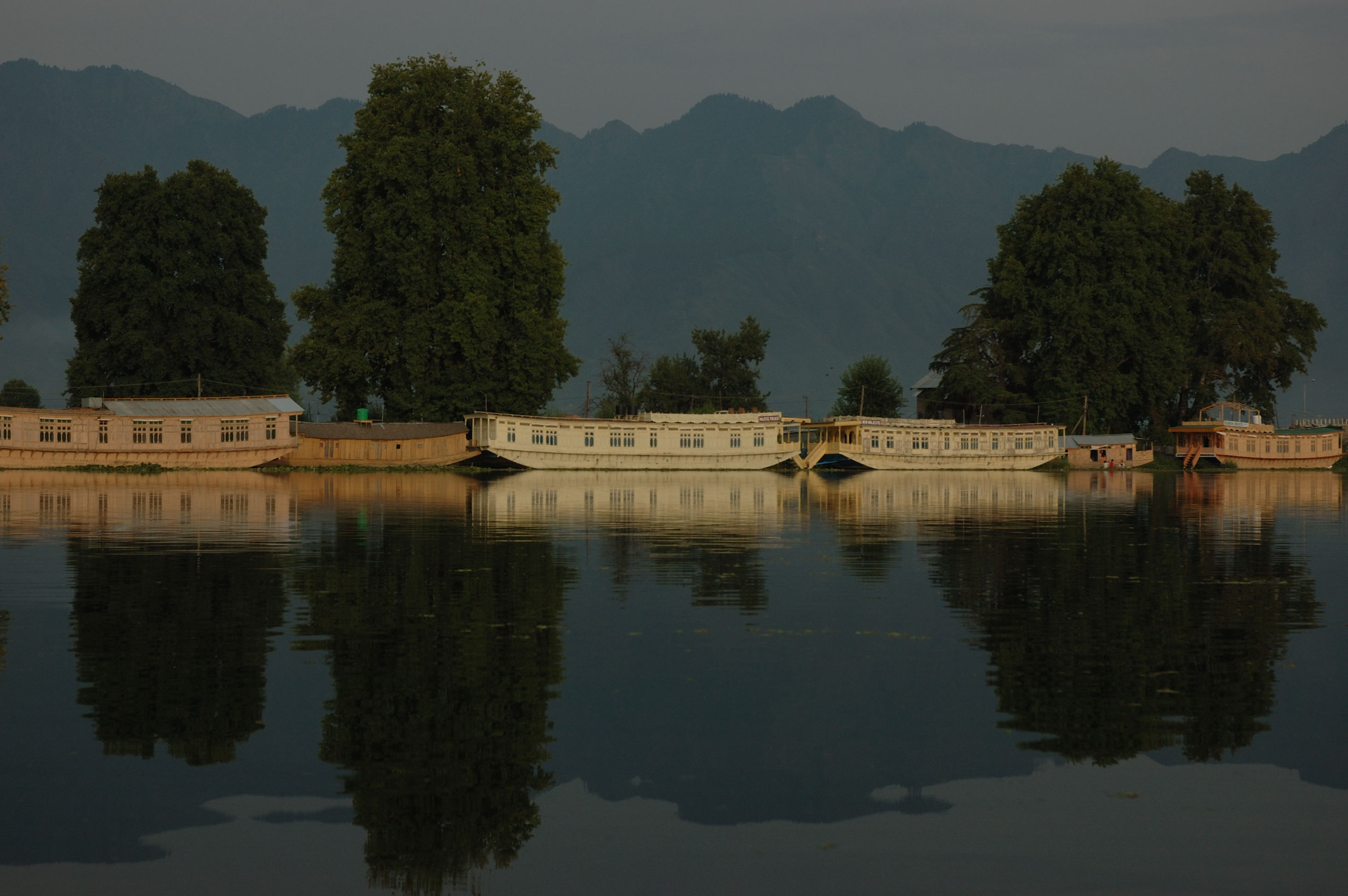
Grupo de casas flotantes

Las casas flotantes del lago están  asociadas con Srinagar. Reciben el sobrenombre de "palacios flotantes", y están construidas según las costumbres británicas. Generalmente están hechas de madera de cedro local y miden de 24 a 38 m de largo y de 3 a 6 m de ancho. Se clasifican de manera similar a los hoteles según el nivel de comodidad. Muchas de ellas tienen habitaciones lujosamente amuebladas, con una terraza para tomar el sol o para servir cócteles por la noche. Están amarradas principalmente a lo largo de la periferia occidental, cerca del bulevar junto al lago en las cercanías de la puerta Dal y en pequeñas islas en el lago. Hay puentes de interconexión que dan acceso de un barco al otro. La cocina-barco está anexa a la casa flotante principal, que también sirve como residencia del barquero y su familia.
Cada casa flotante tiene una shikara (barca más pequeña) exclusiva para transportar a los invitados desde la orilla. Una o un shikara es un pequeño taxi acuático con remos, a menudo de unos 4,6 m de largo, de madera, con dosel y fondo en forma de pala. Es el símbolo cultural del valle de Cachemira y se utiliza no solo para transportar visitantes, sino también para la venta de frutas, verduras y flores y para la pesca y recolección de vegetación acuática. Todos los jardines en la periferia del lago y las casas flotantes ancladas en el lago son accesibles a través de shikaras. Las barcas a menudo son navegadas por uno o dos barqueros, tienen capacidad para unas seis personas y tienen asientos y respaldos muy acolchados para brindar comodidad. El shikara también se utiliza para alcanzar otros lugares de interés turístico en el valle, en particular, hacer un crucero por el río Jhelum, pasando por los famosos siete puentes de la ciudad y los remansos en el camino.

## Conexiones
El lago Dal está rodeado en tres direcciones por la playa y las carreteras de los bulevares, que se extienden a lo largo de sus orillas y están salpicadas de varios ghats. Los shikaras actúan como taxis acuáticos para navegar dentro del Dal y se pueden alquilar en estos ghats. El Dal se encuentra dentro de Srinagar y, por lo tanto, está bien conectado por carretera y por aire. El aeropuerto más cercano, que conecta con otras ciudades importantes del país, está a unos 12,8 km, en Badgam. La estación de tren más cercana es la estación de tren de Srinagar, que está a 18,8 km del lago Dal. La Carretera Nacional NH1A conecta el valle de Cachemira con el resto del país.